# Stung Treng
Ciudad de Stung Treng es uno de los cinco distritos que forman la provincia camboyana de Stung Treng, con una población estimada en marzo de 2008 de 30 959 habitantes. Está dividido en las siguientes  comunas (khum), que se muestran asimismo con población estimada de 2008:
- Preah Bat 3,513
- Sameakki 6,039
- Srah Ruessei 4,385
- Stung Treng 17,022[1]